# Hans Feige
Hans Feige (* 10. November 1880 in Königsberg; † 17. September 1953 in Schussenried) war ein deutscher General der Infanterie im Zweiten Weltkrieg.

## Leben
Hans Feige war der Sohn eines Offiziers. Auch er wurde Berufssoldat und 1900 Leutnant im I. Bataillon des 3. Lothringischen Infanterie-Regiments Nr. 135 der Preußischen Armee. 1903 war er dort Bataillonsadjutant. 1909 wurde er in das Infanterie-Regiment „Lübeck“ (3. Hanseatisches) Nr. 162 versetzt, zur Kriegsakademie kommandiert und zum Oberleutnant befördert. Ab 1912 war er im Generalstab tätig und 1913 zum Hauptmann befördert.
Im Ersten Weltkrieg war er 1914 im Generalstab des IX. Armee-Korps und ab 1915 im Generalstab der 38. Infanterie-Division, die 1915 u. a. im nördlichen Russland und im März 1916 in der Schlacht um Verdun kämpfte. Dort wurde er verwundet und im Sommer 1916 im Generalstab der 1. Marine-Division in Flandern wieder eingesetzt. 1918 war Feige im Generalstab der 1. Garde-Reserve-Division an der Westfront bei Armentières sowie Artois und er wurde im Juli 1918 zum Major befördert.
Nach Kriegsende ging Feige 1919 zunächst zu einem Freikorps. Er wurde dann in die Vorläufige Reichswehr übernommen und ab 1920 im Generalstab der 1. Kavallerie-Division in Königsberg eingesetzt. 1923 wurde er Kommandeur des III. Bataillons des 6. Infanterie-Regiments in Flensburg und 1925 zum Oberstleutnant befördert. 1926 wurde er Chef des Stabes der 1. Division und 1928 zum Oberst befördert. 1929 wurde er Kommandeur des 9. (Preußisches) Infanterie-Regiments und im Februar 1931 zum Reichswehrministerium versetzt. Dort wurde Feige als Leiter der Heeresabteilung (T 1, Abteilung Landesverteidigung) im Truppenamt (TA) verwendet und im Oktober 1931 zum Generalmajor befördert. Zum Oktober 1932 wurde er in den Stab des Gruppenkommandos 1 versetzt und ab Dezember 1932 zum Chef des Stabes ernannt. 
Vom 1. Oktober 1933 bis 1. April 1935 war Feige als Generalleutnant Kommandeur der 1. Kavallerie-Division als Nachfolger von Generalleutnant Ludwig Beck. Am 31. März 1935 wurde er in den Ruhestand versetzt und ihm der Charakter eines Generals der Kavallerie verliehen.
Im Zweiten Weltkrieg wurde Feige reaktiviert und im August 1939 Kommandierender General des Stellvertretenden Generalkommandos des II. Armeekorps in Stettin und damit zugleich Befehlshaber vom Wehrkreis II (Stettin). Zu Beginn des Westfeldzuges im Mai 1940 war er Kommandierender General des Höheren Gebirgskommandos XXXVI., welches im Herbst 1940 in Norwegen eingesetzt wurde (Unternehmen Weserübung). Im Dezember 1940 wurde er General der Infanterie. Ab Juni bis November 1941 kämpfte sein Kommando in Finnland im Sowjetisch-Finnischen Krieg. Hier führte er zusammen mit Generalleutnant Eduard Dietl und dem finnischen General Hjalmar Siilasvuo das Unternehmen Silberfuchs Richtung Kantalahti in Nordskandinavien durch. Feiges Operationsteil trug den Namen „Unternehmen Polarfuchs“. Er konnte trotz finnischer Unterstützung das Operationsziel der Murmanbahn nicht erreichen. Nach dem Scheitern wurde er Ende 1941 in die Führerreserve versetzt und im Juni 1942 altersbedingt endgültig aus der Wehrmacht entlassen.

## Auszeichnungen
- Eisernes Kreuz (1914) II. und I. Klasse
- Ritterkreuz des Königlichen Hausordens von Hohenzollern mit Schwertern
- Hanseatenkreuz Lübeck
- Eiserner Halbmond
- Ehrenkreuz des Weltkrieges
- Spange zum Eisernen Kreuz II. und I. Klasse
- Deutsches Kreuz in Gold
- Großkreuz des Finnischen Ordens der Weissen Rose